# Глікований гемоглобін
Гліко́ваний гемоглобі́н (глікогемоглобін, глікозильований гемоглобін) — залізовмісний металопротеїн в еритроцитах більшості хребетних, який має хімічний зв'язок з молекулами глюкози.
Існує кілька типів глікованого гемоглобіну, з яких HbA1c, або просто гемоглобін A1c, є стандартним самостійним тестом. Більшість моносахаридів, зокрема глюкоза, галактоза і фруктоза, здатні спонтанно (тобто неферментативно) зв'язуватися з гемоглобіном, присутнім у крові. Глікований гемоглобін утворюється в результаті реакції між гемоглобіном і глюкозою крові, причому цей зв'язок є незворотним. Підвищення рівня глюкози крові при цукровому діабеті прискорює дану реакцію, що призводить до підвищення рівня глікованого гемоглобіну в крові. Тривалість життя еритроцитів, які містять гемоглобін, становить у середньому 120÷125 діб. Саме тому рівень глікованого гемоглобіну відображає середній рівень глікемії протягом приблизно трьох місяців, на відміну від вимірювання глюкози крові, яке дає уявлення про рівень глюкози крові лише на момент дослідження.

## Історія
Глікований гемоглобін був вперше відокремлений від інших форм гемоглобіну англ. Huisman і англ. Meyering у 1958 році за допомогою хроматографічної колонки.
Вперше його охарактеризували як глікопротеїн англ. Bookchin і англ. Gallop у 1968 році.
Підвищення рівня глікованого гемоглобіну при цукровому діабеті вперше було описано в 1969 році Самуелем Рахбаром (англ. Samuel Rahbar) зі співавт.
Реакція, що призвела до його утворення, була охарактеризована Банном (англ. Bunn) з колегами в 1975 році.
Застосування HBA1c для моніторингу ступеня контролю метаболізму глюкози у хворих на цукровий діабет було запропоновано в 1976 році Ентоні Черамі (англ. Anthony Cerami) та Рональд Кеніг (англ. Ronald Koenig) з колегами.

## Принцип діагностики

Шлях глікації через перегрупування Амадорі (у HbA1c R зазвичай є N-кінцевим валіном).

Глікація білків є частим явищем, але у випадку гемоглобіну між глюкозою та N-кінцем бета-ланцюга відбувається реакція неферментативної конденсації. Ця реакція продукує основи Шиффа (R−N=CHR', ланцюг R=beta, похідний CHR'=глюкози), який перетворюється на 1-дезоксифруктозу. Це друге перетворення є прикладом перегрупування Амадорі.
Коли рівень глюкози в крові високий, її молекули приєднуються до гемоглобіну в еритроцитах. Що триваліше гіперглікемія відбувається в крові, то більше глюкози незворотно зв'язується з гемоглобіном у еритроцитах і вищим є рівень глікованого гемоглобіну. Накопичення глікованого гемоглобіну в еритроцитах відображає середній рівень глюкози, якому клітина піддавалася під час її життєвого циклу. Вимірювання глікованого гемоглобіну оцінює ефективність терапії діабету і є ретроспективним відображенням регуляції рівня глюкози в сироватці крові.
HBA1c відображає середньозважений рівень глюкози в крові протягом життя еритроцитів (в середньому 117 днів для чоловіків і 106 днів для жінок). Таким чином, рівні глюкози в дні, ближчі до тесту, значно більше впливають на рівень HBA1c, ніж у дні більш віддалені від тесту (зокрема останні 30 діб перед взяттям крові для аналізу визначають 50 % величини HbA1с).
Це також підтверджується даними клінічної практики, яка показує, що рівень HbA1c значно покращився через 20 днів від початку або інтенсифікації цукрознижувального лікування.

## Вимірювання
Для вимірювання гемоглобіну А1с використовується кілька методик. Лабораторії можуть використовувати високоефективну рідинну хроматографію, імуноаналіз, ферментативний аналіз, капілярний електрофорез, або боронатну афінну хроматографію. У закладах первинної медичної допомоги (англ. Point of care), наприклад, у кабінеті сімейного лікаря, використовують апарати боронатної афінної хроматографії.

## Інтерпретація
Дослідження рівня глікованого гемоглобіну використовується зазвичай для оцінки якості лікування діабету за три попередніх місяці. При високому рівні HBA1c слід відкоригувати лікування (інсулінотерапія або таблетовані цукрознижувальні препарати) і дієтотерапію.
Лабораторні результати можуть відрізнятися залежно від аналітичної методики, віку суб'єкта та біологічних варіацій між людьми. Вищі рівні HbA1с виявляються у людей зі стійко підвищеним рівнем глюкози крові, зокрема при цукровому діабеті.
Результати можуть бути ненадійними за багатьох обставин, наприклад, після значущої крововтрати, після операції, переливання крові, при анемії або прискоренні оновленні пулу еритроцитів; за наявності хронічного захворювання нирок або печінки; після введення високих доз вітаміну С; при лікуванні еритропоетином.
Приблизне відображення між значеннями HbA1c, наведеними у стандартизованих відсотках за англ. Diabetes Control and Complications Trial (DCCT) (%) та середнім орієнтовним рівнем глюкози (англ. estimated average glucose - eAG), визначається наступним рівнянням::
- eAG (мг/дл) = 28,7 × A1C − 46,7
- eAG (ммоль/л) = 1,59 × A1C − 2,59
(Дані в дужках 95 % довірчий інтервал)

| HbA1c | HbA1c      | Орієнтовний середній розрахунковий рівень глюкози | Орієнтовний середній розрахунковий рівень глюкози |
| %     | ммоль/моль | ммоль/л                                           | мг/дл                                             |
| ----- | ---------- | ------------------------------------------------- | ------------------------------------------------- |
| 5     | 31         | 5,4 (4,2–6,7)                                     | 97 (76–120)                                       |
| 6     | 42         | 7,0 (5,5–8,5)                                     | 126 (100—152)                                     |
| 7     | 53         | 8,6 (6,8–10,3)                                    | 154 (123—185)                                     |
| 8     | 64         | 10,2 (8,1–12,1)                                   | 183 (147—217)                                     |
| 9     | 75         | 11,8 (9,4–13,9)                                   | 212 (170—249)                                     |
| 10    | 86         | 13,4 (10,7–15,7)                                  | 240 (193—282)                                     |
| 11    | 97         | 14,9 (12,0–17,5)                                  | 269 (217—314)                                     |
| 12    | 108        | 16,5 (13,3–19,3)                                  | 298 (240—347)                                     |
| 13    | 119        | 18,1 (15–21)                                      | 326 (260—380)                                     |
| 14    | 130        | 19,7 (16–23)                                      | 355 (290—410)                                     |
| 15    | 140        | 21,3 (17–25)                                      | 384 (310—440)                                     |
| 16    | 151        | 22,9 (19–26)                                      | 413 (330—480)                                     |
| 17    | 162        | 24,5 (20–28)                                      | 441 (460—510)                                     |
| 18    | 173        | 26,1 (21–30)                                      | 470 (380—540)                                     |
| 19    | 184        | 27,7 (23–32)                                      | 499 (410—570)                                     |

У 2010 році Американська діабетична асоціація (англ. American Diabetes Association - ADA) додала до стандартів медичної допомоги при діабеті визначення HbA1c ≥ 48 ммоль/моль (≥6,5 DCCT %) як ще один критерій діагностики діабету.
| Діагноз     | «IFCC» HbA1c     | «DCCT» HbA1c | «Mono S» HbA1c |
| ----------- | ---------------- | ------------ | -------------- |
| Норма       | <40 ммоль/моль   | <5,7 %       | <4,7 %         |
| Переддіабет | 40—47 ммоль/моль | 5,7–6,4 %    | 4,7–5,4 %      |
| Діабет      | ≥48 mmol/mol     | ≥6,5 %       | >5,5 %         |

### Фактори інтерференції

#### Помилково низькі результати
Деякі стани здоров'я та інші фактори можуть призвести до того, що результати лабораторного аналізу на глікований гемоглобін будуть нижчими, ніж вони є насправді. До них належать:
- наслідки вживання алкоголю;
- стан після переливання крові;
- хронічна ниркова недостатність, деякі методи її лікування;
- кровотеча;
- вагітність;
- цироз печінки;
- серпоподібноклітинна анемія та деякі інші види гемолітичної анемії;
- життя у високогірних регіонах;
- прийом добавок заліза.

#### Помилково високі результати
Штучно високий результат тесту на глікований гемоглобін бути спричинений будь-яким з наступних факторів:
- певні види анемії, зокрема залізодефіцитна анемія;
- препарати групи імуносупресантів;
- високий рівень тригліцеридів у крові;
- стан після трансплантації органів;
- таласемія;
- дефіцит вітаміну В12.

## Показання та застосування

### Підготовка до аналізу
Спеціальної підготовки пацієнт не потребує. Підготовчі заходи аналогічні тим, що рекомендовані перед іншими біохімічними дослідженнями. Для виключення факторів, які можуть впливати на результати дослідження, рекомендовано дотримуватися наступних правил підготовки:
- здача крові натщесерце (за 6-12 годин до здачі аналізу виключити вживання їжі, алкоголю, куріння) та обмежити фізичну активність; допускається вживання питної негазованої води
- виключити прийом ліків; якщо відмінити прийом ліків неможливо, необхідно проінформувати про це лабораторію;
- дітей до 5 років, перед здачею крові, бажано поїти кип'яченою водою (порціями до 150—200 мл., протягом 30 хвилин).
- для грудних дітей — перед здачею крові витримати максимально можливу паузу між годуваннями.

### Практичне застосування
Визначення глікованого гемоглобіну рекомендується як для перевірки контролю рівня глюкози в крові у людей, які можуть мати переддіабет, так і для моніторингу контролю рівня глюкози в крові у пацієнтів з вже встановленим діагнозом діабету. Визначення HBA1c надає набагато більш показову інформацію про глікемічну поведінку, ніж звичайне визначення глюкози в крові натще. Однак тести на глюкозу у крові натще мають вирішальне значення для прийняття рішень щодо лікування. Рекомендації Американської діабетичної асоціації подібні до інших у порадах щодо проведення тесту на глікований гемоглобін принаймні двічі на рік у пацієнтів з цукровим діабетом, які досягають цілей лікування (і мають стабільний контроль глікемії), і щокварталу у пацієнтів з діабетом, терапія яких змінилася або які не відповідають глікемічним цілям.
Вимірювання глікованого гемоглобіну недоцільне, якщо протягом шести попередніх тижнів були зміни в дієті або лікуванні. Тест передбачає нормальний процес старіння еритроцитів і поєднання підтипів гемоглобіну (переважно HbA у нормальних дорослих). Отже, люди з недавньою крововтратою, гемолітичною анемією або генетичними відмінностями молекули гемоглобіну (гемоглобінопатії), зокрема серпоподібноклітинною хворобою або іншіими гемолітичними станами, а також ті, хто здавав кров як донор останнім часом — не підходять для цього тесту.